# Le Mazis
Le Mazis är en kommun i departementet Somme i regionen Hauts-de-France i norra Frankrike. Kommunen ligger i kantonen Oisemont som tillhör arrondissementet Abbeville. År 2022 hade Le Mazis 108 invånare.

## Befolkningsutveckling
Antalet invånare i kommunen Le Mazis
| Referens: INSEE |